# Дисиликат алюминия-калия
Дисиликат алюминия-калия — неорганическое соединение,
комплексный силикат калия и алюминия с формулой KAlSi2O6,
бесцветные кристаллы,
не растворяется в воде,
образует кристаллогидрат.

## Получение
- В природе встречается породообразующий минерал лейцит — KAlSi2O6[1].

## Физические свойства
Дисиликат алюминия-калия образует бесцветные кристаллы нескольких модификаций:
- ромбическая сингония, параметры ячейки a = 1,312 нм, b = 1,374 нм, c = 1,295 нм, Z = 16;
- лейцит — тетрагональная сингония, пространственная группа I 41/a, параметры ячейки a = 1,3056 нм, c = 1,3751 нм, Z = 16;
- при температуре выше 620°С переходит в фазу кубической сингонии, параметры ячейки a = 1,343 нм.

Не растворяется в воде.
Образует кристаллогидрат состава KAlSi2O6•5,5H2O
.